# Pénzlevelű pilea
A pénzlevelű pilea (Pilea peperomioides) növényfaj a csalánfélék (Urticaceae) családján belül a Pilea nemzetségbe tartozik. Ludwig Diels írta le 1912-ben.

## Megjelenés
A pénzlevelű pilea szívós, gyom jellegű növény. A levélnyél zöldes, néha barnás színű, rendszerint 1–17 cm, de néha akár a 30 cm hosszúságot is elérheti. Levelei kerekdedek, zöldek, váltakozó állásúak. A levelek elérhetik esetenként akár a 10 cm átmérőt Nem túl optimális körülmények között a növény ledobhatja az alsó állású leveleit és törzse felkopaszodik, habitusa megváltozik. A teljes növény csupasz, sehol sem borítják szőrök. Virágai nem feltűnőek.

## Elterjedés
A faj csupán Kínában fordul elő: Szecsuan tartomány délnyugati részén és Jünnan tartomány nyugati részén. Ezeken a helyeken árnyékban tenyészik, nedves sziklákon az erdőkben 1500-3000 méter tengerszint feletti magasságban. Nagyon ritka és feltehetően a természetes állománya veszélyeztetett, de mint szobanövény egész Kínában és világszerte kedvelt növény.

## Hasznosítás
A pénzlevelű pileát szobanövényként hasznosítják. Szépsége és könnyű gondozása, gyors növekedése ellenére mégis nagyon ritkán lehet vele találkozni virágboltokban. Hamar és jól növeszt gyökér- és törzssarjakat. A sarjak szétültetésével könnyedén szaporíthatóak. Kedvelt ajándéknövény, amelyet barátság jelképéül vagy szerencsehozónak szoktak átadni.
Mivel szereti az állandó hőmérsékletet és magas páratartalmat, kiválóan alkalmazható terráriumokban.

## Külső hivatkozások
- Flora of China
- Képek
- A Chinese puzzle solved – Pilea peperomioides